# Rose Hudson-Wilkin
Pour les articles homonymes, voir Hudson et Wilkin.
Rose Josephine Hudson-Wilkin (née le 19 janvier 1961) est une évêque de l'Église d'Angleterre. De novembre 2014 à novembre 2019, elle est Prêtresse en chef de St Mary-at-Hill (en) à Londres. De plus, elle tient le rôle d'aumônière du président de la Chambre des communes, prêtre vicaire de l'Abbaye de Westminster et aumônière honoraire de la Reine (en). Elle est précédemment vicaire de l'Église Holy Trinity à Dalston et de l'Église de tous les Saints à Haggerston. Elle était pressentie pour être une des premières femmes à devenir évêques de l'Église d'Angleterre,, ce qui arriva finalement en novembre 2019 lorsqu'elle fut élue évêque de Douvres (évêque suffragant de l'Archevêque de Cantorbéry qui gère les affaires courantes du diocèse en l'absence de celui-ci).

## Enfance et éducation
Née à Montego Bay, en Jamaïque, Hudson-Wilkin est élevée par son père et sa tante Pet, sa mère étant partie pour l'Angleterre à sa naissance. Elle ne rencontre sa mère pour la première fois qu'à l'âge de neuf ans. Elle a fait ses études au lycée de Montego Bay, une des écoles secondaires pour filles de la ville,. Elle a 14 ans lorsqu'elle décide de rejoindre le ministère et, dans une interview réalisée en 2012 pour le Daily Telegraph, elle a dit : « J'ai simplement eu ce sentiment que c'était ce que j'étais appelée à faire ».

## Vie religieuse
En 1982, Hudson-Wilkin part pour le Royaume-Uni pour s'entraîner à l'Université de la Church Army dans les Midlands de l'Ouest. En 1991, après avoir terminé sa formation, elle est ordonnée dans l'Église d'Angleterre en tant que diacre. De 1991 à 1994, elle sert comme diacre de la paroisse de St Matthew's Church à Wolverhampton. Elle est ordonnée prêtre en 1994, lors de l'ouverture de la prêtrise aux femmes. Demeurant à St Matthew's Church, elle est curate entre 1994 et 1995.
De 1995 à 1998, elle est l'assistante du vicaire de la St Andrew's Church (en) à West Bromwich. Pendant ce temps, elle travaille également avec le Comité sur la question des anglicans noirs. Il est fondé après le rapport Faith in the City de 1985 et travaille à la lutte contre le racisme dans l'Église d'Angleterre. Il a depuis été remplacé par le Comité pour la question des minorités ethniques anglicanes.
En 1998, elle prend la fonction de vicaire de l'Holy Trinity Church à Dalston et de l'Église de Tous les Saints à Haggerston, une paroisse du borough d'Hackney de Londres. Elle est nommée Aumônière de la Reine en 2008. En 2010, elle est nommée Aumônière du président de la Chambre des Communes, en plus de son travail de la paroisse. En mars 2013, Hudson-Wilkin est faite prébendier de la Cathédrale Saint-Paul en reconnaissance de « son service à l'Église, à la communauté et, plus récemment, en tant qu'aumônière du président de la Chambre des Communes ». En octobre 2014, il est annoncé qu'elle allait devenir Prêtresse chargée de Sainte-Marie-at-Hill à Londres. Elle change de nouveau de paroisse en novembre 2014, tout en conservant ses charges supplémentaires.
Le 19 mai 2018, elle est l'une des chefs religieux qui dirigent les prières au Mariage du Prince Harry et de Meghan Markle.
Le 28 juin 2019, Hudson-Wilkin est élue évêque de Douvres, titre suffragant du diocèse de Cantorbéry. Elle est la première femme désignée à ce poste. Elle est consacrée à la cathédrale Saint-Paul de Londres le 19 novembre 2019 par Mgr Justin Welby avant d'être installée dans ses fonctions à Cantorbéry quelques jours plus tard.

## Attention publique

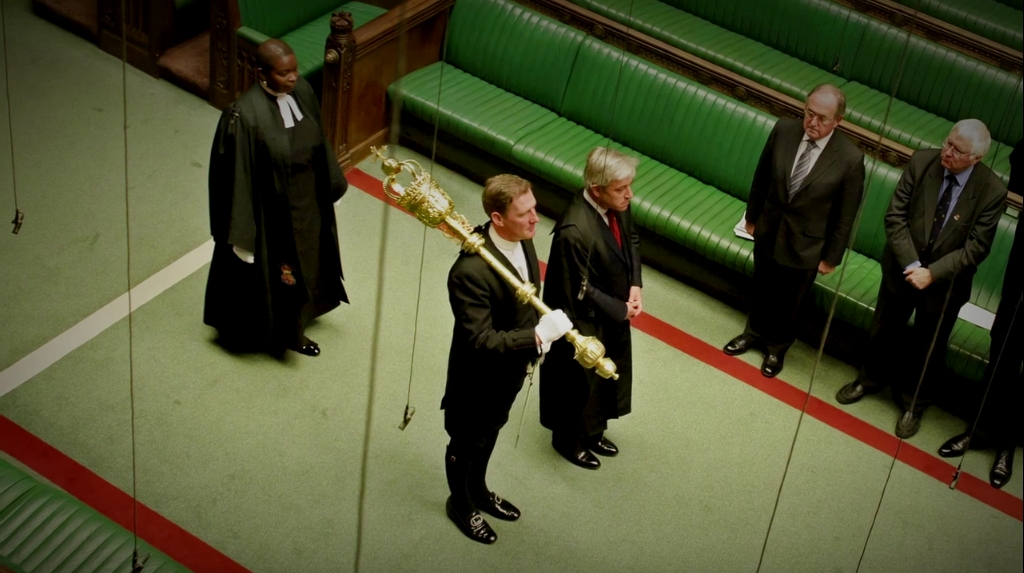
Rose Hudson-Wilkin à la Chambre des Communes.

Après avoir pris son poste dans la paroisse d'Hackney, Hudson-Wilkin met en scène une protestation sur le toit de l'église avec son vicaire pour mettre en évidence le besoin de fonds pour réparer le lieu. S'exprimant au Desert Island Discs en janvier 2014, elle déclare que, avec tant de choses en cours de développement dans Hackney, elle essaye d'attirer l'attention sur le sort de l'église, qui a une fuite dans la toiture, ajoutant qu'elle souhaitait rester rester un peu plus longtemps sur le toit pour attirer des dons.
Hudson-Wilkin devient connue du grand public comme étant la première femme noire à tenir le rôle d'aumônière de la Reine. Quand elle est nommée à la Chambre des Communes, certaines personnes prétendent que ce fut un acte de rectitude politique de la part de l'orateur John Bercow. En fin de compte, le rôle traditionnel est divisé en deux, avec Hudson-Wilkin restant dans sa paroisse et participant à la Chambre des Communes par des prières quotidiennes et des services à St Mary Undercroft, tandis qu'Andrew Tremlett prend le poste de Canon of Westminster et recteur de Sainte-Marguerite à Westminster,.
Dans une interview accordée à The Observer un an après sa nomination à la Chambre des Communes, Hudson-Wilkin a fait remarquer qu'elle aimerait voir plus de civilité dans l'attitude des députés : « C'est ma prière en secret : le monde nous regarder et je crois tout simplement que j'aimerais voir un changement dans leur façon de gérer l'écoute les uns des autres et la manière dont ils se parlent les uns aux autres ». Hudson-Wilkin met à jour la prière traditionnelle du 17e siècle récitée avant les débats parlementaires par l'introduction de la mention de l'actualité, disant aussi une prière pour la Journée Internationale de la Femme en 2010, qui attire les plaintes de certains Députés.
Porte-parole de ce qu'elle décrit comme un racisme institutionnel dans l'église, elle parle également sur le sujet du mariage gay, disant dans The Times que l'église est « obsédée par le sexe » et qu'il y a beaucoup de questions plus importantes.
Au cours de son interview pour Desert Island Discs, Hudson-Wilkin est interrogée sur le projet de l'ordination de femmes évêques, et dit : « Je crois que nous avons quelques préjugés sur certaines choses et que nous croyons être vrai... Ce que je veux, c'est être ouvert à la possibilité que leur esprit puisse être changé ». Elle ajoute : « Je pense que l'église est appauvrie du fait de ne pas avoir de femmes – hommes et femmes – dans ses organes de pouvoir ».
Dans un épisode du programme de la BBC, Les Grandes Questions diffusé janvier 2015, discutant de l'absence de reconnaissance juridique des mariages humanistes, Hudson-Wilkin, à plusieurs reprises, caractérise humanistes comme « anti-religion » et exprime sa perplexité sur leur envie de mariage, en disant : « Le mariage est un acte sacré. Nous voyons cela comme un don de Dieu, de sorte qu'il n'est pas quelque chose que tout le monde peut faire comme il veut. Si les humanistes sont des anti-religion, je ne comprends pas pourquoi vous voulez garder et de faire toutes les choses que la religion fait aussi ». Elle déclare également qu'elle ne sait pas si elle assisterais à un mariage humaniste étant que c'est en dehors de sa propre conception du mariage.

## Vie personnelle
Hudson-Wilkin rencontre son mari Ken Wilkin lors de sa formation à la Church Army. Il est l'aumônier de la prison Downview. Le couple a deux filles et un fils.